# Promozione Abruzzo 1954-1955
La Promozione fu il massimo campionato regionale di calcio disputato negli Abruzzi nella stagione 1954-1955.
A ciascun girone, che garantiva al suo vincitore la promozione in IV Serie a condizione di soddisfare le condizioni economiche richieste dai regolamenti, partecipavano sedici squadre, ed era prevista la retrocessione delle quattro peggio piazzate, anche se erano possibili aggiustamenti automatici per ripartire fra le appropriate sedi locali le squadre discendenti dalla IV Serie.

## Squadre partecipanti
| Squadra                     | Città (provincia)      | Stagione precedente |
| --------------------------- | ---------------------- | ------------------- |
| G.S. Aterno                 | Raiano (AQ)            |                     |
| A.S. Atessa                 | Atessa (CH)            |                     |
| Pol. Audace                 | Tagliacozzo (AQ)       |                     |
| S.S. Asfalti Abruzzi-Celano | Celano (AQ)            |                     |
| A.S. Città Sant'Angelo      | Città Sant'Angelo (PE) |                     |
| G.S. Dopolavoro Ferroviario | Sulmona (AQ)           |                     |
| Pol. Forza e Coraggio       | Avezzano (AQ)          |                     |
| A.S. Guardiagrele           | Guardiagrele (CH)      |                     |
| A.C. Ortona                 | Ortona (CH)            |                     |
| A.S. Penne                  | Penne (PE)             |                     |
| A.S. Pro Vasto              | Vasto (CH)             |                     |
| S.S. Sulmona                | Sulmona (AQ)           |                     |
| A.S. Teramo                 | Teramo                 |                     |
| U.S. Termoli                | Termoli (CB)           |                     |
| U.S. Ursus                  | Pescara                |                     |
| A.P. Virtus Lanciano        | Lanciano (CH)          |                     |

## Classifica finale
|  | Pos. | Squadra                   | Pt       | G  | V  | N | P  | GF | GS | DR  |
|  | ---- | ------------------------- | -------- | -- | -- | - | -- | -- | -- | --- |
|  | 1.   | Teramo                    | 47       | 28 | 21 | 5 | 2  | 73 | 18 | +55 |
|  | 2.   | Pro Vasto                 | 39       | 28 | 16 | 7 | 5  | 47 | 21 | +26 |
|  | 3.   | Asfalti Abruzzi-Celano    | 37       | 28 | 18 | 1 | 9  | 57 | 23 | +34 |
|  | 4.   | Forza e Coraggio Avezzano | 36       | 28 | 15 | 6 | 7  | 33 | 23 | +10 |
|  | 5.   | Virtus Lanciano           | 37       | 28 | 17 | 3 | 8  | 68 | 27 | +41 |
|  | 6.   | Guardiagrele              | 27       | 28 | 10 | 7 | 11 | 29 | 39 | -10 |
|  | 6.   | Sulmona                   | 30       | 28 | 11 | 8 | 9  | 45 | 36 | +9  |
|  | 8.   | Ortona                    | 28       | 28 | 11 | 6 | 11 | 46 | 36 | +10 |
|  | 9.   | Ursus                     | 27       | 28 | 12 | 3 | 13 | 32 | 36 | -4  |
|  | 10.  | Termoli                   | 26       | 28 | 11 | 4 | 13 | 47 | 41 | +6  |
|  | 11.  | Audace                    | 18       | 28 | 7  | 4 | 17 | 28 | 48 | -20 |
|  | 12.  | Atessa                    | 20       | 28 | 8  | 4 | 16 | 25 | 43 | -18 |
|  | 13.  | Aterno                    | 18       | 28 | 5  | 8 | 15 | 15 | 54 | -39 |
|  | 14.  | Penne                     | 17       | 28 | 5  | 7 | 16 | 23 | 66 | -43 |
|  | 15.  | Ferroviario (-3)          | 10       | 28 | 3  | 7 | 18 | 18 | 76 | -58 |
|  | ---  | Città Sant'Angelo         | Ritirato |    |    |   |    |    |    |     |

Legenda:
      Promosso in IV Serie 1955-1956.
  Retrocesso e in seguito riammesso.
      Retrocesso in Prima Divisione.
      Ritirato dal campionato e retrocesso.
Regolamento:
Due punti a vittoria, uno a pareggio, zero a sconfitta.
Pari merito in caso di pari punti e spareggi in caso di pari punti in zona promozione e retrocessione.
Note:
 Ferroviario Sulmona ha scontato 3 punti di penalizzazione in classifica per tre rinunce.